# Ковтейн 17
Ковтейн 17 (англ. Kowtain 17) — індіанська резервація в Канаді, у провінції Британська Колумбія, у межах регіонального округу Сквоміш-Лілует.

## Населення
За даними перепису 2016 року, індіанська резервація нараховувала 35 осіб, показавши скорочення на 5,4%, порівняно з 2011-м роком. Середня густина населення становила 129 осіб/км².

## Клімат
Середня річна температура становить 9,4°C, середня максимальна – 20,3°C, а середня мінімальна – -3°C. Середня річна кількість опадів – 2 658 мм.
| Клімат поселення                              | Клімат поселення | Клімат поселення | Клімат поселення | Клімат поселення | Клімат поселення | Клімат поселення | Клімат поселення | Клімат поселення | Клімат поселення | Клімат поселення | Клімат поселення | Клімат поселення | Клімат поселення |
| Показник                                      | Січ.             | Лют.             | Бер.             | Квіт.            | Трав.            | Черв.            | Лип.             | Серп.            | Вер.             | Жовт.            | Лист.            | Груд.            |                  |
| Середній максимум, °C                         | 6,61             | 8,25             | 10,89            | 13,43            | 16,77            | 19,54            | 19,94            | 20,26            | 17,25            | 12,94            | 8,10             | 4,97             |                  |
| Середня температура, °C                       | 1,81             | 3,46             | 6,09             | 8,64             | 11,98            | 14,74            | 17,12            | 17,42            | 14,43            | 10,10            | 5,28             | 2,14             |                  |
| Середній мінімум, °C                          | −2,96            | −1,33            | 1,30             | 3,85             | 7,19             | 9,96             | 14,28            | 14,61            | 11,60            | 7,31             | 2,47             | −0,68            |                  |
| Норма опадів, мм                              | 397              | 241              | 253              | 181              | 137              | 98               | 67               | 70               | 94               | 307              | 464              | 349              |                  |
| Середньомісячна швидкість вітру, м/с          | 3.01             | 2.93             | 3.04             | 2.91             | 2.80             | 2.80             | 2.71             | 2.46             | 2.28             | 2.53             | 3.04             | 3.11             |                  |
| Середньомісячна сонячна радіація, кДж/м²·день | 3001             | 5900             | 9938             | 14998            | 18766            | 20202            | 21351            | 18229            | 12998            | 7050             | 3398             | 2383             |                  |
| --------------------------------------------- | ---------------- | ---------------- | ---------------- | ---------------- | ---------------- | ---------------- | ---------------- | ---------------- | ---------------- | ---------------- | ---------------- | ---------------- | ---------------- |
| Джерело:                                      |                  |                  |                  |                  |                  |                  |                  |                  |                  |                  |                  |                  |                  |